# Jack Bruce

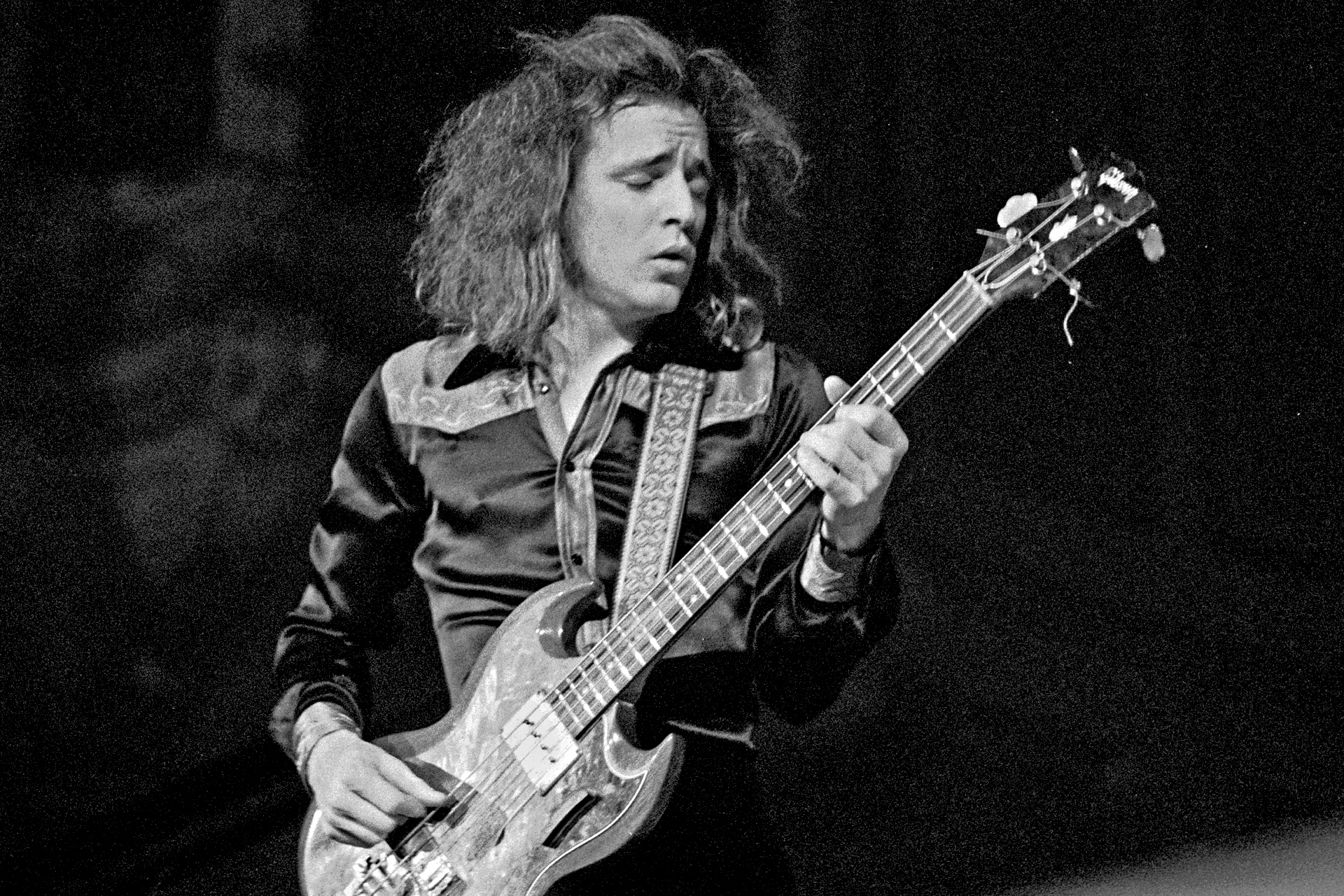
Jack Bruce i Hamburg, januari 1972.

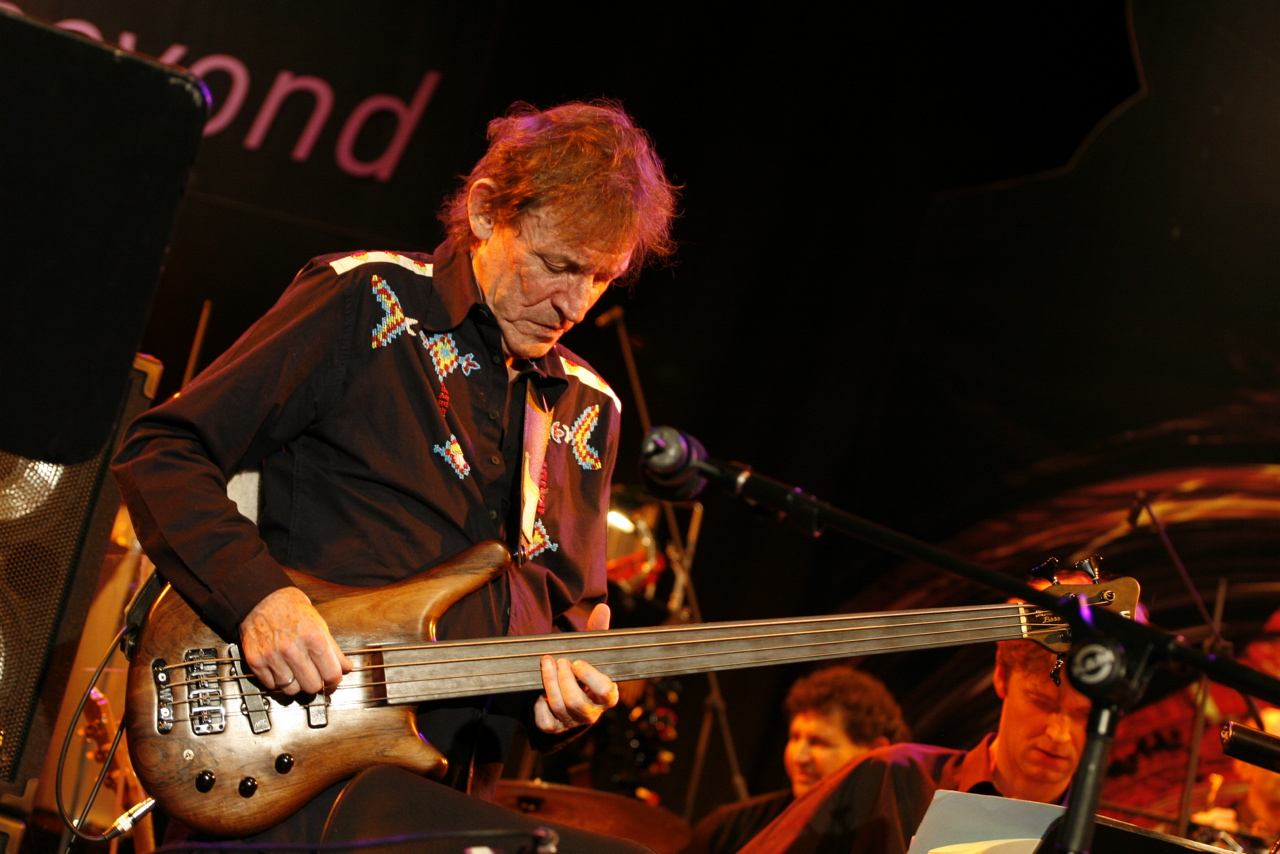
Jack Bruce på jazzfestivalen i Frankfurt, Tyskland den 28 oktober 2006.

John Symon Asher "Jack" Bruce, född 14 maj 1943 i Bishopbriggs, East Dunbartonshire, Skottland, död 25 oktober 2014 i Sudbury, Suffolk, England, var en brittisk (skotsk) multiinstrumentalist, låtskrivare och sångare. Efter att ha varit med i diverse musikgrupper under första halvan av 1960-talet blev han sångare och basist i Cream 1966. Bruce skrev de flesta av gruppens låtar.
Bruce har gett ut fjorton studioalbum under eget namn och startat grupper som West, Bruce and Laing och BBM. Han har dessutom sjungit och spelat bas på sex av Kip Hanrahans album.
Mindre än två år efter att han nästan avlidit av komplikationer under en levertransplantation, återförenades Bruce 2005 med Eric Clapton och Ginger Baker för nya Cream-spelningar och ett livealbum.

## Diskografi (urval)
Studioalbum
- 1969 – Songs for a Tailor
- 1970 – Things We Like
- 1971 – Harmony Row
- 1974 – Out of the Storm
- 1977 – How's Tricks
- 1980 – I've Always Wanted to Do This
- 1983 – Automatic
- 1990 – A Question of Time
- 1993 – Somethin' Els
- 1995 – Monkjack
- 2001 – Shadows in the Air
- 2003 – More Jack Than God
- 2003 – Jet Set Jewel
- 2014 – Silver Rails

Livealbum
- 1980 – Doing This... On Ice!
- 1994 – Cities of the Heart (inspelat 2. och .3 november 1993)
- 1997 – Sitting On Top Of The World (The 50th Birthday Concert)
- 1998 – Live on The Old Grey Whistle Test (inspelat 6. juni 1975 och 8. januari 1980)
- 2003 – Live at Manchester Free Trade Hall '75 (inspelat 1. juni 1975)
- 2003 – In Concert
- 2006 – Live with the HR Big Band (inspelat 26. oktober 2006)
- 2007 – Live in America
- 2010 – Jack Bruce & The Cuicoland Express: Live at the Milky Way (inspelat 20. oktober 2001)
- 2011 – Alive in America
- 2012 – Jack Bruce & His Big Blues Band: Live 2012

DVD'er
- 2002 – Jack Bruce & Friends
- 2009 – Seven Moons Live
- 2010 – City of Gold: Live Performances
- 2010 – Rope Ladder to the Moon